# Jeannette Yango
Jeannette Grace Ngock Yango (12 giugno 1993) è una calciatrice camerunese, centrocampista del DC Power e della nazionale camerunese.

## Carriera

### Club
Jeannette Yango ha giocato in diversi club in Europa: nella stagione 2012-2013 ha giocato al Turbine Potsdam, squadra della massima serie tedesca, mentre in seguito è passata alla francese Yzeure.

### Nazionale
Jeannette Yango gioca nell'edizione 2014 della Coppa delle nazioni africane femminile, in cui la nazionale arriva al secondo posto, grazie alla sconfitta per 2-0 contro la Nigeria che garantirà comunque a lei e alle sue compagne la storica qualificazione alla fase finale di un campionato mondiale femminile di calcio all'edizione di Canada 2015.
Successivamente viene convocata dalla Federazione calcistica del Camerun per rappresentare la nazione vestendo la maglia della nazionale femminile ai Giochi della XXX Olimpiade nel 2012. La squadra inserita nel gruppo E non riesce comunque a superare la prima fase del torneo.
Viene inserita nella rosa della Nazionale in partenza per il Campionato mondiale femminile di calcio 2015 che si gioca in Canada. In questa edizione dopo aver superato il girone eliminatorio con sei punti; frutto di due vittorie e una sconfitta, viene eliminata agli ottavi di finale dalla Cina con il risultato di 1-0.
Nel 2016 partecipa alla Coppa delle nazioni africane femminile in cui la sua nazionale era qualificata di diritto essendone l'organizzatrice. Il Camerun arriverà fino in finale dove però viene sconfitto dalla Nigeria per 1-0.